# John Francis Daley

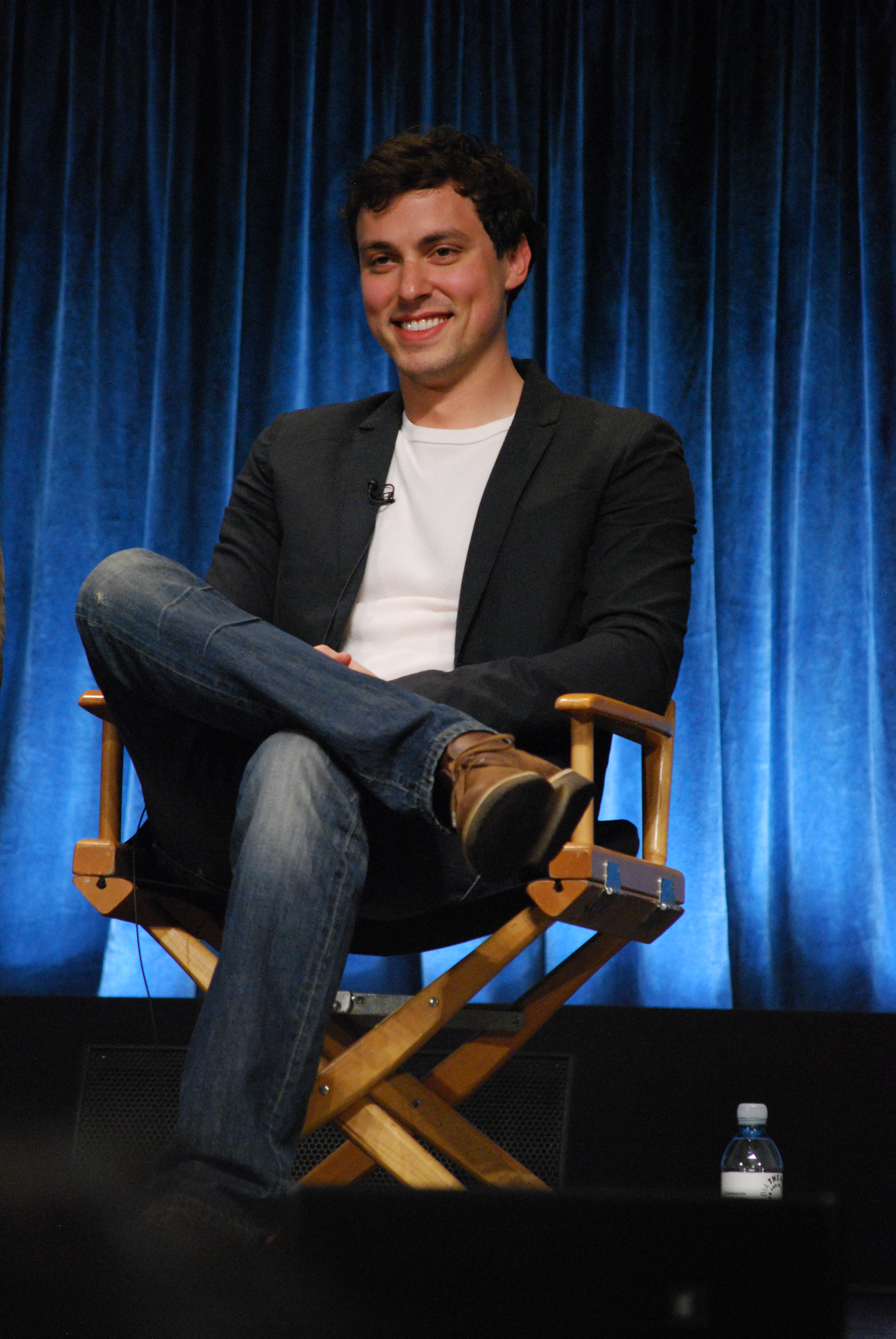
John Francis Daley (März 2012)

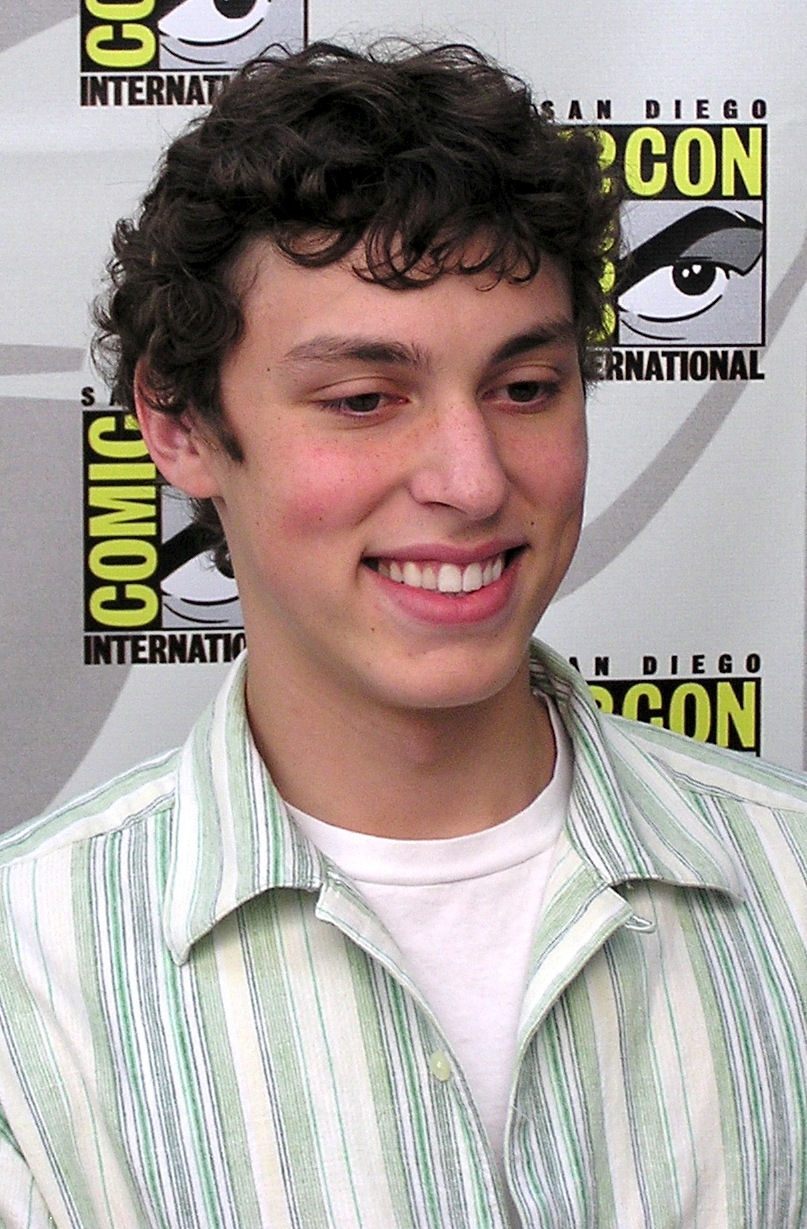
John Francis Daley (Juli 2004)

John Francis Daley (* 20. Juli 1985 in Wheeling, Illinois) ist ein US-amerikanischer Schauspieler, Filmregisseur, Drehbuchautor und Musiker.

## Leben
Daley ist der Sohn des ebenfalls als Schauspieler tätigen R. F. Daley und der Klavierlehrerin Nancy Daley. Er wuchs in Nyack, New York, auf. John Francis spielte Piano und Trommel in einer Schülerband und stand bei einigen Theaterproduktionen, darunter in Grease, auf der Bühne.
Im Jahr 2000 wurde er für den Kurzfilm Allerd Fishbein’s in Love gecastet. Der 21-minütige Film wurde zu seinem Karrieresprungbrett, denn kurz danach erhielt Daley eine Hauptrolle in der kurzlebigen, 18-teiligen Fernsehserie Voll daneben, voll im Leben. 2005 war er in der ebenfalls nur kurzlebigen Serie Kitchen Confidential zu sehen. Von 2007 bis 2014 spielte er in der Fernsehserie Bones – Die Knochenjägerin die Rolle des Dr. Lance Sweets. Er verließ die Serie in der Staffelpremiere der zehnten Staffel, da er sich mehr auf die Arbeit hinter der Kamera konzentrieren wollte. 2015 gab er mit der Filmkomödie Vacation – Wir sind die Griswolds sein Spielfilm-Debüt als Regisseur. 2018 folgte mit Game Night eine weitere Filmkomödie.
Parallel zu seiner Arbeit bei Film und Fernsehen ist Daley Mitglied in der Rockband Dayplayer, in der er als Sänger und Keyboarder auftritt.
Am 6. Februar 2016 heiratete Daley die um vier Jahre ältere Drehbuchautorin Corinne Kingsbury. 2017 wurde das Paar Eltern eines gemeinsamen Sohnes, Basil.

## Filmografie (Auswahl)
Schauspieler
- 1999–2000: Voll daneben, voll im Leben (Freaks and Geeks, Fernsehserie, 18 Episoden)
- 2000–2001: Boston Public (Fernsehserie, 5 Episoden)
- 2002: Chaos City (Spin City, Fernsehserie, Episode 6x16)
- 2003: Flight Girls (View from the Top)
- 2004: Für alle Fälle Amy (Judging Amy, Fernsehserie, Episode 5x14)
- 2005: AbServiert (Waiting…)
- 2005–2006: Kitchen Confidential (Fernsehserie, 13 Episoden)
- 2007–2014: Bones – Die Knochenjägerin (Bones, Fernsehserie, 140 Episoden)
- 2011: Kill the Boss (Horrible Bosses)
- 2012: The Finder (Fernsehserie, Episode 1x02)
- 2013: Rapture-Palooza
- 2015: Vacation – Wir sind die Griswolds (Vacation)

Drehbuchautor
- 2011: Bones – Die Knochenjägerin (Bones, Fernsehserie, Episode 6x18)
- 2011: Kill the Boss (Horrible Bosses)
- 2013: Der unglaubliche Burt Wonderstone (The Incredible Burt Wonderstone)
- 2013: Wolkig mit Aussicht auf Fleischbällchen 2 (Cloudy with a Chance of Meatballs 2)
- 2014: Kill the Boss 2 (Horrible Bosses 2)
- 2015: Vacation – Wir sind die Griswolds (Vacation)
- 2017: Spider-Man: Homecoming
- 2023: Dungeons & Dragons: Ehre unter Dieben (Dungeons & Dragons: Honor Among Thieves)

Regisseur
- 2015: Vacation – Wir sind die Griswolds (Vacation)
- 2018: Game Night
- 2023: Dungeons & Dragons: Ehre unter Dieben (Dungeons & Dragons: Honor Among Thieves)

Produzent
- 2019: Stuber – 5 Sterne Undercover (Stuber)

## Nominierungen
- 2 Young Artist Award
- 2 Young Star Awards